# Барангулово
Барангулово — деревня в Кувандыкском городском округе Оренбургской области.

## География
Находится на реке Куруил, в 3 км от села Куруил.

## История
В «Списке населенных мест» 1871 г. д. Барангулова (Кантонова, Старый Кантон).

## Население
| 2010 |
| ---- |
| 171  |